# Thailand's Next Top Model
Thailand's Next Top Model (tiếng Thái: "ไทยแลนด์ เน็กซ์ ท็อป โมเดล") là một chương trình truyền hình thực tế được dựa trên America's Next Top Model. Chương trình đã được host bởi siêu mẫu Sonia Couling và được phát sóng trên Channel 3 vào mỗi thứ 4 và thứ 5 từ ngày 18 tháng 5 đến 28 tháng 8 năm 2005.
Trong các tập từ 18 đến 22, top 5 đã có một chuyến đi đến Tokyo cho buổi trình diễn thời trang cuối cùng của họ.
Người chiến thắng là You Kheawchaum, 19 tuổi từ Samut Songkhram. Giải thưởng dành cho cô ấy bao gồm:
- 1 hợp đồng người mẫu với Elite Model Management
- Chiến dịch quảng cáo cho Pond's
- 1 chiếc Toyota
- Giải thưởng tiền mặt trị giá ฿500.000

## Mùa
| Mùa | Phát sóng           | Quán quân      | Á quân    | Các thí sinh theo thứ tự bị loại | Tổng số thí sinh | Điểm đến quốc tế |
| --- | ------------------- | -------------- | --------- | --- | ---------------- | ---------------- |
| 1   | 18 tháng 5 năm 2005 | You Kheawchaum | May Sutpa | Yok Boonchuay, Fon Dalhek, Ann Christodurachris, Jha Phuenghan, Tai Watmeuang, Lukkade Piampiboon, Gift Teerawasutkul, Ple Karachoth, Ratee Ngarmniyom, Luktarn Puagkong, Nok Pomanee | 13               | Tokyo            |

## Các thí sinh
(Tuổi tính từ ngày dự thi)
| Thí sinh                 | Thí sinh                 | Biệt danh | Tuổi | Chiều cao              | Quê quán         | Bị loại ở | Hạng |
| ------------------------ | ------------------------ | --------- | ---- | ---------------------- | ---------------- | --------- | ---- |
| หยก - ฉัตรแก้ว บุญช่วย       | Chatkaew Boonchuay       | Yok       | 22   | 1,69 m (5 ft 6+1⁄2 in) | Uttaradit        | Tập 2     | 13   |
| ฝน - น้ำฝน ดาเหล็ก         | Namfon Dalhek            | Fon       | 24   | 1,75 m (5 ft 9 in)     | Ubon Ratchathani | Tập 4     | 12   |
| แอน - สรีน่า คริสโตดูราคริส   | Sareena Christodurachris | Ann       | 18   | 1,71 m (5 ft 7+1⁄2 in) | Bangkok          | Tập 6     | 11   |
| จ๋า - สลินศิริ ผึ้งหาญ         | Salinsiri Phuenghan      | Jha       | 21   | 1,71 m (5 ft 7+1⁄2 in) | Khon Kaen        | Tập 8     | 10   |
| ต่าย - อักส์สร วัดเมือง       | Augsorn Watmeuang        | Tai       | 26   | 1,75 m (5 ft 9 in)     | Bangkok          | Tập 10    | 9    |
| ลูกเกด - กัลยารัตน์ เปี่ยมพิบูลย์ | Kanyarat Piampiboon      | Lukkade   | 17   | 1,77 m (5 ft 9+1⁄2 in) | Ratchaburi       | Tập 12    | 8    |
| กิ๊บ - แพรวา ธีระสุทธิกุล      | Praewa Teerawasutkul     | Gift      | 20   | 1,71 m (5 ft 7+1⁄2 in) | Bangkok          | Tập 14    | 7    |
| เปิ้ล - ปนัดดา การะโชติ      | Panadda Karachoth        | Ple       | 22   | 1,72 m (5 ft 7+1⁄2 in) | Ayutthaya        | Tập 16    | 6    |
| รตี งามนิยม                | Ratee Ngarmniyom         | Ratee     | 23   | 1,77 m (5 ft 9+1⁄2 in) | Bangkok          | Tập 18    | 5    |
| ลูกตาล - วัลย์ลิกา พวกคง     | Wanlika Puagkong         | Luktarn   | 22   | 1,69 m (5 ft 6+1⁄2 in) | Bangkok          | Tập 20    | 4    |
| นก - ยุวรี โพธิ์มณี           | Yuwaree Pomanee          | Nok       | 19   | 1,77 m (5 ft 9+1⁄2 in) | Bangkok          | Tập 24    | 3    |
| เมย์ - กัญญณัช สุทปา         | Kanyanat Sutpa           | May       | 22   | 1,75 m (5 ft 9 in)     | Chiang Mai       | Tập 27    | 2    |
| ยู - ชนานันท์ เขียวชะอุ่ม      | Chananun Kheawchaum      | You       | 19   | 1,74 m (5 ft 8+1⁄2 in) | Samut Songkhram  | Tập 27    | 1    |

## Thứ tự gọi tên
| 1  | Luktarn | Ann     | Gift    | Nok     | May     | Ratee   | You     | Nok     | You     | May     | May | You |  |  |  |  |  |  |  |  |  |  |  |
| 2  | Ratee   | Ple     | May     | Ratee   | You     | Gift    | Nok     | Ratee   | May     | You     | You | May |  |  |  |  |  |  |  |  |  |  |  |
| 3  | You     | Nok     | Ratee   | Ple     | Ratee   | Nok     | May     | You     | Luktarn | Nok     | Nok |     |  |  |  |  |  |  |  |  |  |  |  |
| 4  | Ann     | May     | You     | You     | Luktarn | You     | Luktarn | May     | Nok     | Luktarn |     |     |  |  |  |  |  |  |  |  |  |  |  |
| 5  | Lukkade | You     | Nok     | Luktarn | Ple     | May     | Ratee   | Luktarn | Ratee   |         |     |     |  |  |  |  |  |  |  |  |  |  |  |
| 6  | Jha     | Ratee   | Lukkade | May     | Gift    | Ple     | Ple     | Ple     |         |         |     |     |  |  |  |  |  |  |  |  |  |  |  |
| 7  | Nok     | Gift    | Ple     | Gift    | Lukkade | Luktarn | Gift    |         |         |         |     |     |  |  |  |  |  |  |  |  |  |  |  |
| 8  | Tai     | Luktarn | Luktarn | Tai     | Nok     | Lukkade |         |         |         |         |     |     |  |  |  |  |  |  |  |  |  |  |  |
| 9  | Fon     | Tai     | Tai     | Lukkade | Tai     |         |         |         |         |         |     |     |  |  |  |  |  |  |  |  |  |  |  |
| 10 | Ple     | Jha     | Jha     | Jha     |         |         |         |         |         |         |     |     |  |  |  |  |  |  |  |  |  |  |  |
| 11 | May     | Lukkade | Ann     |         |         |         |         |         |         |         |     |     |  |  |  |  |  |  |  |  |  |  |  |
| 12 | Gift    | Fon     |         |         |         |         |         |         |         |         |     |     |  |  |  |  |  |  |  |  |  |  |  |
| 13 | Yok     |         |         |         |         |         |         |         |         |         |     |     |  |  |  |  |  |  |  |  |  |  |  |

     Thí sinh bị loại
     Thí sinh chiến thắng cuộc thi
- Tập 21 & 22 là tập ghi lại khoảnh khắc từ đầu cuộc thi.
- Trong tập 26, cuộc thi đã kết thúc, nhưng quán quân chưa được tiết lộ.
- Tập 27 được truyền hình trực tiếp cuộc hội ngộ và trò chuyện của các thí sinh. Sau đó, quán quân được tiết lộ.

### Buổi chụp hình & Thử thách
Buổi chụp hình
- Tuần 1: Tạo dáng ở đền Ayutthaya
- Tuần 2: Ảnh bìa tạp chí Daybeds
- Tuần 4: Quần áo AIIZ trên bãi biển
- Tuần 5: Thân mật với người mẫu nam cho Levi's
- Tuần 7: Ảnh chân dung vẻ đẹp trên xích đu cho L'Oréal Feria
- Tuần 8: Tạo dáng với kim cương và động vật
- Tuần 9: Cô gái ngoài hành tinh với xe
- Tuần 10: Đồ lót trong Kimono
- Tuần 12: Ảnh quảng cáo bia Leo
- Tuần 13: Quảng cáo & ảnh quảng cáo cho Pond's

Thử thách
- Tuần 3: Trình diễn thời trang cho Act-cloth
- Tuần 6: Diễn xuất trên sân khấu

### Diện mạo mới
- Gift: Nhuộm màu nâu sáng
- Ple: Tóc đen dài
- Gib: Tóc tém kiểu Mia Farrow
- Luktarn: Nhuộm màu vàng tối
- Nok: Tóc afro
- May: Tóc bob nâu sáng
- You: Cắt ngắn và nhuộm đỏ